# غينيا
غِنْيَا (بالفرنسية: Guinée) أو رسميًا جمهورية غينيا (بالفرنسية: République de Guinée) هي دولة تقع في غرب أفريقيا. كانت تعرف سابقا باسم غينيا الفرنسية أما اليوم فيطلق عليها أحيانًا اسم غينيا كوناكري لتمييزها عن جارتها غينيا بيساو. تنقسم البلاد إلى ثمانية مناطق إدارية تنقسم بدورها إلى 33 محافظة. العاصمة هي كوناكري عدا عن كونها أكبر مدينة والمركز الاقتصادي للبلاد. من المدن الكبرى الأخرى لابي ونزيريكوري وكانكان وكينديا ومامو وبوكي وغيكيدو.
يعيش في غينيا 13 ملايين شخص ينتمون إلى 24 مجموعة عرقية، أكبر المجموعات وأبرزها هي الفولا وتشكل 43% والماندينكا 35% والسوسو 20%.
تبلغ مساحة غينيا تقريبًا 246,000 كيلو متر مربع على شكل هلال مقوس من حدودها الغربية على المحيط الأطلسي نحو الشرق والجنوب. تتقاسم حدودها الشمالية مع غينيا بيساو والسنغال ومالي والجنوبية مع سيراليون وليبيريا وكوت ديفوار. ينبع نهر النيجر من مرتفعات غينيا في جنوب شرق غينيا.

## التسمية
تم تسمية غينيا على اسم منطقة غينيا. غينيا اسم تقليدي لمنطقة إفريقية تقع على طول خليج غينيا. تمتد شمالًا عبر المناطق الاستوائية الحرجية وتنتهي عند الساحل. يأتي المصطلح الإنجليزي غينيا مباشرة من الكلمة البرتغالية Guiné، والتي ظهرت في منتصف القرن الخامس عشر للإشارة إلى الأراضي التي يسكنها Guineus، وهو مصطلح عام للشعوب الأفريقية السوداء جنوب نهر السنغال، على عكس سكان الشمال الذين أطلقوا عليها اسم Azenegues أو المور.

## التاريخ
كانت غينيا في الماضي جزءاً من إمبراطورية غانا ثم أصبحت محمية ومستعمرة فرنسية في العام 1849 م، حتى نالت استقلالها عام 1958 م.

### إمبراطوريات وممالك غرب إفريقيا في غينيا

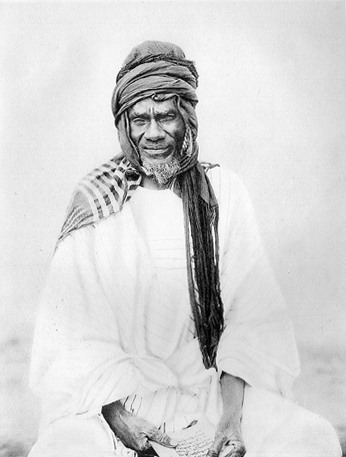
ساموري توري مؤسس إمبراطورية واسولو، وهي دولة إسلامية في غينيا الحالية قاومت الحكم الاستعماري الفرنسي في غرب إفريقيا من عام 1882 حتى القبض على توري في عام 1898.

ما يعرف الآن بغينيا كان على أطراف إمبراطوريات غرب إفريقيا الكبرى. أقدمها، إمبراطورية غانا، نمت على التجارة لكنها سقطت في النهاية بعد توغلات متكررة من المرابطين. في هذه الفترة وصل الإسلام لأول مرة إلى المنطقة عن طريق تجار شمال إفريقيا.
ازدهرت إمبراطورية سوسو لفترة وجيزة في الفراغ الناتج، ولكن برزت إمبراطورية مالي عندما هزم سوندياتا كيتا حاكم سوسو سوماورو كنتي في معركة كيرينا، في عام 1235. حكم مانسا (الأباطرة) إمبراطورية مالي، وكان أبرزهم منسا موسى، الذي حج إلى مكة عام 1324. بعد فترة وجيزة من حكمه، بدأت إمبراطورية مالي في التدهور وحل محلها في نهاية المطاف الدول التابعة لها في القرن الخامس عشر.
كانت أنجح هذه الإمبراطورية هي إمبراطورية سونغاي، التي وسعت قوتها من حوالي عام 1460 وتجاوزت في النهاية إمبراطورية مالي في كل من الأرض والثروة. استمرت في الازدهار حتى نشبت حرب أهلية، على الخلافة، في أعقاب وفاة أسكيا داوود عام 1582. سقطت الإمبراطورية الضعيفة في أيدي الغزاة من المغرب في معركة تونديبي، بعد ثلاث سنوات فقط. أثبت المغاربة أنهم غير قادرين على حكم المملكة بفعالية، وانقسموا إلى العديد من الممالك الصغيرة.
بعد سقوط الإمبراطوريات الكبرى في غرب إفريقيا، تواجدت ممالك مختلفة فيما يعرف الآن بغينيا. هاجر مسلمو الفولاني إلى فوتا جالون في غينيا الوسطى، وأسسوا دولة إسلامية من عام 1727 إلى عام 1896، بدستور مكتوب وحكام مناوبين. كانت سلطنة واسولو قصيرة العمر (1878-1898)، بقيادة ساموري توري في منطقة الشعب الماندينغي التي تسكنها أغلبية ما يُعرف الآن بغينيا العليا وجنوب غرب مالي. انتقلت إلى ساحل العاج قبل أن يغزوها الفرنسيون.

### الحقبة الاستعمارية
وصل التجار الأوروبيون في القرن السادس عشر. تم تصدير العبيد للعمل في مكان آخر. استخدم التجار ممارسات العبودية الإقليمية.
بدأت الفترة الاستعمارية لغينيا بالتوغل العسكري الفرنسي في المنطقة في منتصف القرن التاسع عشر. تم تأكيد الهيمنة الفرنسية من خلال هزيمة جيوش ساموري توري، مانسا ولاية واسولو في عام 1898، مما أعطى فرنسا السيطرة على ما هو اليوم غينيا والمناطق المجاورة.
تفاوضت فرنسا على حدود غينيا الحالية في أواخر القرن التاسع عشر وأوائل القرن العشرين مع البريطانيين من أجل سيراليون، والبرتغاليين من أجل مستعمرتهم في غينيا (غينيا بيساو حاليًا) وليبيريا. في ظل الحكم الفرنسي، شكلت البلاد إقليم غينيا داخل غرب إفريقيا الفرنسية، يديره حاكم عام مقيم في داكار. الملازم هو حاكم يدير المستعمرات الفردية، بما في ذلك غينيا.

### الاستقلال (1958)
كان الرئيس أحمد سيكو توري مدعومًا من الدول الشيوعية، وفي عام 1961، زار يوغوسلافيا.
في عام 1958، انهارت الجمهورية الفرنسية الرابعة بسبب عدم الاستقرار السياسي وفشلها في التعامل مع مستعمراتها، وخاصة الهند الصينية والجزائر. كان تأسيس الجمهورية الخامسة مدعومًا من قبل الشعب الفرنسي، بينما أوضح الرئيس الفرنسي شارل ديغول في 8 أغسطس 1958 أن المستعمرات الفرنسية ستُمنح خيارًا صارخًا بين المزيد من الحكم الذاتي في المجتمع الفرنسي الجديد أو الاستقلال الفوري في الاستفتاء المقرر عقده في 28 سبتمبر 1958. اختارت المستعمرات الأخرى الخيار الأول، لكن غينيا صوتت بأغلبية ساحقة من أجل الاستقلال. انسحب الفرنسيون بسرعة، وفي 2 أكتوبر 1958، أعلنت غينيا نفسها جمهورية مستقلة وذات سيادة، مع سيكو توري كرئيس.
رداً على التصويت على الاستقلال، كان المستوطنون الفرنسيون في غينيا دراماتيكيين للغاية في قطع العلاقات مع غينيا. لاحظت واشنطن بوست مدى وحشية الفرنسيين في تمزيق كل ما اعتقدوا أنه مساهماتهم في غينيا: «كرد فعل، وكتحذير للأقاليم الأخرى الناطقة بالفرنسية، انسحب الفرنسيون من غينيا خلال فترة شهرين، أخذوا معهم كل ما في وسعهم. فكّوا المصابيح الكهربائية، وأزالوا مخططات أنابيب الصرف الصحي في العاصمة كوناكري، بل وأحرقوا الأدوية بدلاً من تركها للغينيين».

### حكم ما بعد الاستقلال (1958-2008)

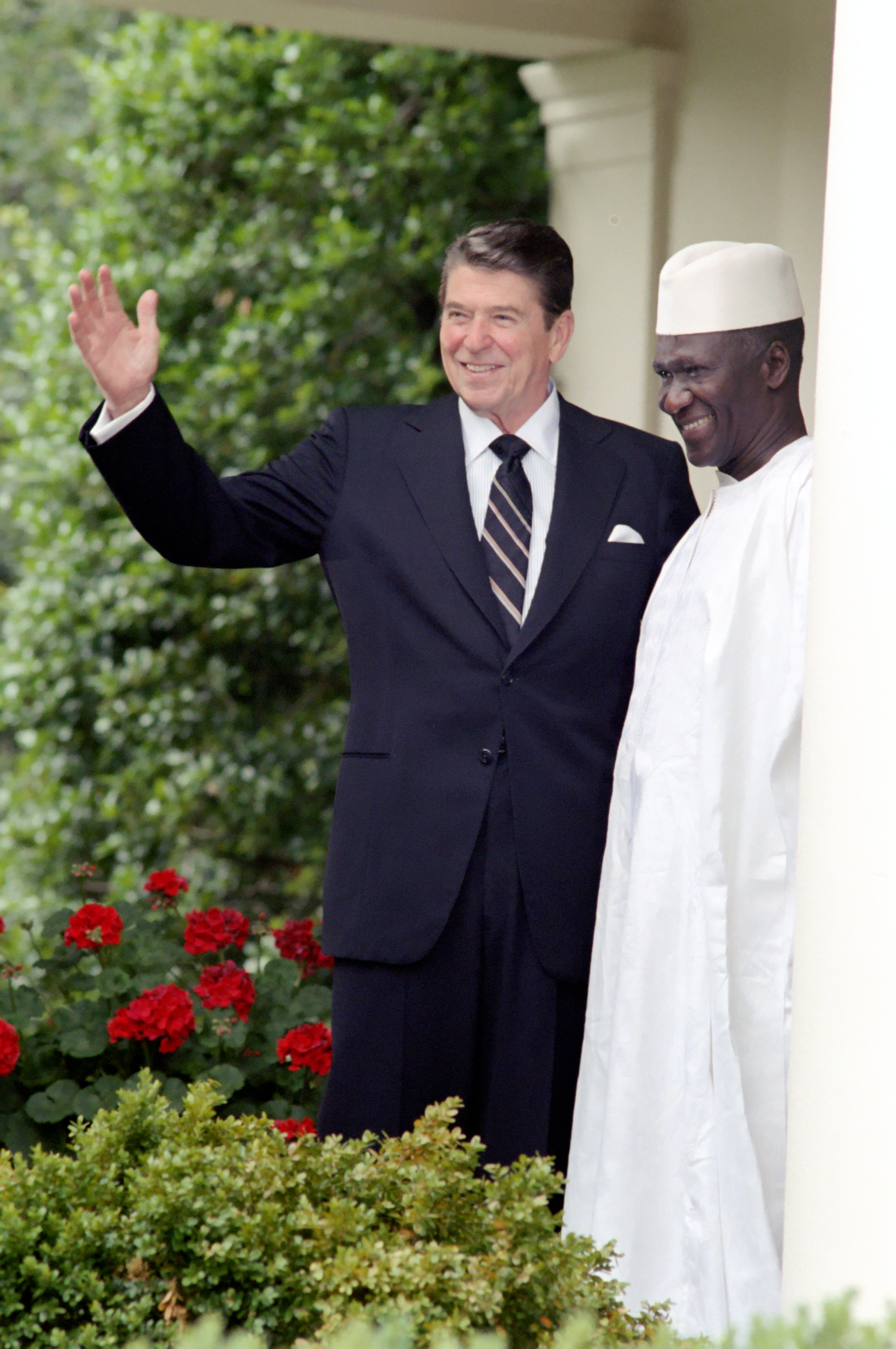
سيكو توري مع الرئيس الأمريكي رونالد ريغان، 1982

بعد ذلك، سرعان ما انضمت غينيا إلى الاتحاد السوفيتي واعتمدت سياسات اشتراكية. لكن هذا التحالف لم يدم طويلاً، حيث تحركت غينيا نحو النموذج الصيني للاشتراكية. على الرغم من ذلك، استمرت البلاد في تلقي استثمارات من البلدان الرأسمالية، مثل الولايات المتحدة. بحلول عام 1960، أعلن توري أن الحزب الديمقراطي الغيني هو الحزب السياسي القانوني الوحيد في البلاد، وعلى مدار الأربع وعشرين عامًا التالية، كانت الحكومة مكونة من حزب واحد. أعيد انتخاب توري دون معارضة لأربع فترات لمدة سبع سنوات كرئيس، وكل خمس سنوات تم تزويد الناخبين بقائمة واحدة لمرشحي الحزب للجمعية الوطنية. من خلال الدعوة إلى الاشتراكية الأفريقية الهجينة محليًا وعموم إفريقيا في الخارج، سرعان ما أصبح توري زعيمًا مستقطبًا، حيث أصبحت حكومته غير متسامحة مع المعارضة، وسجن الآلاف وخنق الصحافة.
طوال الستينيات، قامت الحكومة الغينية بتأميم الأرض، وإزاحة القادة المعينين من قبل فرنسا والزعماء التقليديين من السلطة، وتوترت العلاقات مع الحكومة الفرنسية والشركات الفرنسية. اعتمدت حكومة توريه على الاتحاد السوفيتي والصين للمساعدة في تطوير البنية التحتية، ولكن تم استخدام الكثير من هذا لأغراض سياسية وليست اقتصادية، مثل بناء الملاعب الكبيرة لعقد التجمعات السياسية. وفي الوقت نفسه، تراجعت الطرق والسكك الحديدية وغيرها من البنية التحتية في البلاد، وركود الاقتصاد.
في 22 نوفمبر 1970، شنت القوات البرتغالية من غينيا البرتغالية المجاورة عملية البحر الأخضر، وهي غارة على كوناكري من قبل عدة مئات من قوات المعارضة الغينية المنفية. من بين أهدافهم، أراد الجيش البرتغالي قتل أو القبض على سيكو توري بسبب دعمه للحزب الأفريقي لاستقلال غينيا والرأس الأخضر، وهو حركة استقلال وجماعة متمردة نفذت هجمات داخل غينيا البرتغالية من قواعدها في غينيا. بعد قتال عنيف، تراجعت القوات المدعومة من البرتغال، وأطلقت سراح العشرات من أسرى الحرب البرتغاليين الذين كانوا محتجزين من قبل الحزب الأفريقي لاستقلال غينيا والرأس الأخضر في كوناكري، ولكن دون الإطاحة بتوري. في السنوات التي أعقبت الغارة، نفذت حكومة توري عمليات تطهير واسعة النطاق، وقتل ما لا يقل عن خمسين ألف شخص (واحد في المائة من إجمالي سكان غينيا). وسُجن عدد لا يحصى من الآخرين وتعرضوا للتعذيب. في كثير من الأحيان في حالة الأجانب، أُجبروا على مغادرة البلاد، بعد إلقاء القبض على زوجاتهم الغينية ووضع أطفالهم في عهدة الدولة.
في عام 1977، أدى الاقتصاد المتدهور، والقتل الجماعي، والجو السياسي الخانق، والحظر المفروض على جميع المعاملات الاقتصادية الخاصة إلى ثورة السوق النسائية، وهي سلسلة من أعمال الشغب المناهضة للحكومة التي بدأتها نساء يعملن في سوق المدينة في كوناكري. دفع هذا توريه إلى إجراء إصلاحات كبيرة. تأرجح توريه من دعم الاتحاد السوفيتي إلى دعم الولايات المتحدة. شهدت أواخر السبعينيات وأوائل الثمانينيات بعض الإصلاحات الاقتصادية، لكن سيطرة توري المركزية على الدولة ظلت قائمة. حتى العلاقة مع فرنسا تحسنت. بعد انتخاب فاليري جيسكار ديستان رئيسا لفرنسا، زادت التجارة وتبادل البلدان الزيارات الدبلوماسية.
توفي سيكو توري في 26 مارس 1984، بعد إجراء عملية جراحية في القلب في الولايات المتحدة، وحل محله رئيس الوزراء لويس لانسانا بيافوغي، الذي كان سيشغل منصب الرئيس المؤقت، بانتظار إجراء انتخابات جديدة. كان من المقرر أن ينتخب الحزب الديمقراطي الغيني زعيمًا جديدًا في 3 أبريل 1984. وبموجب الدستور، كان هذا الشخص هو المرشح الوحيد لمنصب الرئيس. ومع ذلك، قبل ساعات من ذلك الاجتماع، استولى العقيدان لانسانا كونتي وديارا تراوري على السلطة في انقلاب أبيض. تولى كونتي منصب الرئيس، مع تولي تراوري منصب رئيس الوزراء، حتى ديسمبر.
استنكر كونتي على الفور سجل النظام السابق في مجال حقوق الإنسان، وأطلق سراح مائتين وخمسين سجينًا سياسيًا وشجع ما يقرب من مائتي ألف آخرين على العودة من المنفى. كما أوضح الابتعاد عن الاشتراكية. هذا لم يفعل شيئًا يذكر للتخفيف من حدة الفقر، ولم تظهر البلاد أي بوادر فورية على التحرك نحو الديمقراطية.
في عام 1992، أعلن كونتي العودة إلى الحكم المدني، من خلال انتخابات رئاسية في عام 1993، تلتها انتخابات برلمانية في عام 1995 (فاز فيها حزبه - حزب الوحدة والتقدم - بـ 71 مقعدًا من أصل 114 مقعدًا). عل الرغم من إدعاء الديمقراطية، ظلت قبضة كونتي على السلطة مشددة. في سبتمبر 2001، سُجن زعيم المعارضة ألفا كوندي بتهمة تعريض أمن الدولة للخطر، على الرغم من العفو عنه بعد 8 أشهر. بعد ذلك أمضى فترة في المنفى في فرنسا.
في عام 2001، نظم كونتي استفتاء وفاز به لإطالة فترة الرئاسة، وفي عام 2003، بدأ ولايته الثالثة، بعد مقاطعة الانتخابات من قبل المعارضة. في يناير 2005، نجا كونتي من محاولة اغتيال مشتبه بها بينما ظهر علنيًا في العاصمة كوناكري. وزعم خصومه أنه كان «ديكتاتوراً منهكاً»، كان رحيله حتمياً، في حين اعتقد أنصاره أنه كان ينتصر في معركة مع المنشقين. كانت لا تزال غينيا تواجه مشاكل حقيقية للغاية، ووفقًا لمجلة فورين بوليسي، كانت في خطر أن تصبح دولة فاشلة.
في عام 2000، تورطت غينيا في حالة عدم الاستقرار التي عصفت بباقي دول غرب إفريقيا لفترة طويلة، حيث عبر المتمردون الحدود مع ليبيريا وسيراليون. بدا لبعض الوقت أن البلاد تتجه نحو حرب أهلية. ألقى كونتي باللوم على قادة الدول المجاورة في اشتهاءهم للموارد الطبيعية في غينيا، على الرغم من نفي هذه المزاعم بشدة. في عام 2003، وافقت غينيا على خطط مع جيرانها لمواجهة المتمردين. في عام 2007، كانت هناك احتجاجات كبيرة ضد الحكومة، مما أدى إلى تعيين رئيس وزراء جديد.

### وفاة الرئيس وانقلاب
شهدت البلاد في 23 ديسمبر 2008 وفاة الرئيس لانسانا كونتي بعد صراع مع المرض ليخلف فراغا في السلطة التي تسلمها قرابة الربع قرن.
وبعد ساعات من الإعلان رسميا عن وفاة الرئيس لإنسانا كونتي أعلن نقيب في الجيش يدعى موسى داديس كامارا عبر الإذاعة الحكومية في كوناكري «حل الحكومة... ووقف العمل بالدستور... ووقف الأنشطة السياسية والنقابية...» وتشكيل مجلس استشاري باسم «المجلس القومي للتنمية والديمقراطية» يضم عسكريين ومدنيين لإدارة شؤون البلاد. وأكد أن القادة العسكريين لا ينوون الاستمرار في الحكم أكثر من عامين إلى حين إجراء انتخابات رئاسية نزيهة شفافة بنهاية عام 2010 م. وأعلن قائد الانقلابيين حظر تجول ليلي في جميع أنحاء البلاد، كما وجه إنذارا إلى القوات الموالية للحكومة التي تم حلها من اللجوء إلى استخدام مرتزقة لمحاولة العودة إلى السلطة. واستدعى المجلس العسكري وزراء الحكومة وكبار الضباط إلى الثكنة العسكرية المركزية«الفا يحيى جالو» بالعاصمة بداعي الحرص على أمنهم وسلامتهم الشخصية. وفي 24 ديسمبر عين الانقلابيون زعيمهم النقيب موسى داديس كامارا رئيساً جديدا للبلاد. وبعد أيام فقط من نجاح الانقلاب، قام الرئيس الجديد بسلسلة من الإجراءات أهمها: ـ
- تعيين السيد كابيني كومارا ـ وهو مدير البنك الأفريقي للتصدير والاستيراد بالقاهرة ـ رئيساً للوزراء والحكومة.
- إحالة كبار الضباط والجنرالات إلى المعاش.
- السعي إلى إصلاح النظام الاقتصادي، وتسليم المتورطين في الفساد وانتهاكات حقوق الإنسان للعدالة.[18]

### مذبحة 28 سبتمبر 2009
كادت غينيا تقع في براثن حرب أهلية لدى تعرض متظاهرين مطالبين بالديمقراطية لمذبحة على أيدي الجيش في 28 سبتمبر 2009 وكانت قوات الأمن في غينيا قد قتلت أكثر من 150 شخصا تجمعوا في مظاهرة معارضة للمجلس العسكري الحاكم بملعب العاصمة كوناكري، واغتصبت عشرات النساء، حسب ما ذكرته الأمم المتحدة وجماعات لحقوق الإنسان وبعد هذه الأحداث بأسابيع، أصيب رئيس المجلس العسكري الحاكم موسى داديس كمارا عندما أطلق مساعده النار عليه في محاولة فاشلة لاغتياله. وقد تعهد خليفته سيكوبا كوناتي الذي يدعمه الغرب بإعادة السلطة إلى المدنيين.
أُجريت الانتخابات الرئاسية في 27 يونيو، مع إجراء انتخابات ثانية في 7 نوفمبر، بسبب مزاعم بتزوير الانتخابات. كان إقبال الناخبين مرتفعًا، وسارت الانتخابات بسلاسة نسبيًا. وفاز ألفا كوندي زعيم حزب تجمع الشعب الغيني المعارض بالانتخابات ووعد بإصلاح قطاع الأمن ومراجعة عقود التعدين.
في أواخر فبراير 2013، اندلع العنف السياسي في غينيا بعد أن خرج المتظاهرون إلى الشوارع للتعبير عن مخاوفهم بشأن شفافية انتخابات مايو 2013 المقبلة. وتأججت المظاهرات بقرار ائتلاف المعارضة التنحي عن العملية الانتخابية، احتجاجًا على عدم الشفافية في الاستعدادات للانتخابات. قُتل تسعة أشخاص خلال الاحتجاجات، وأصيب حوالي 220. نتج العديد من الوفيات والإصابات عن استخدام قوات الأمن الذخيرة الحية ضد المتظاهرين.

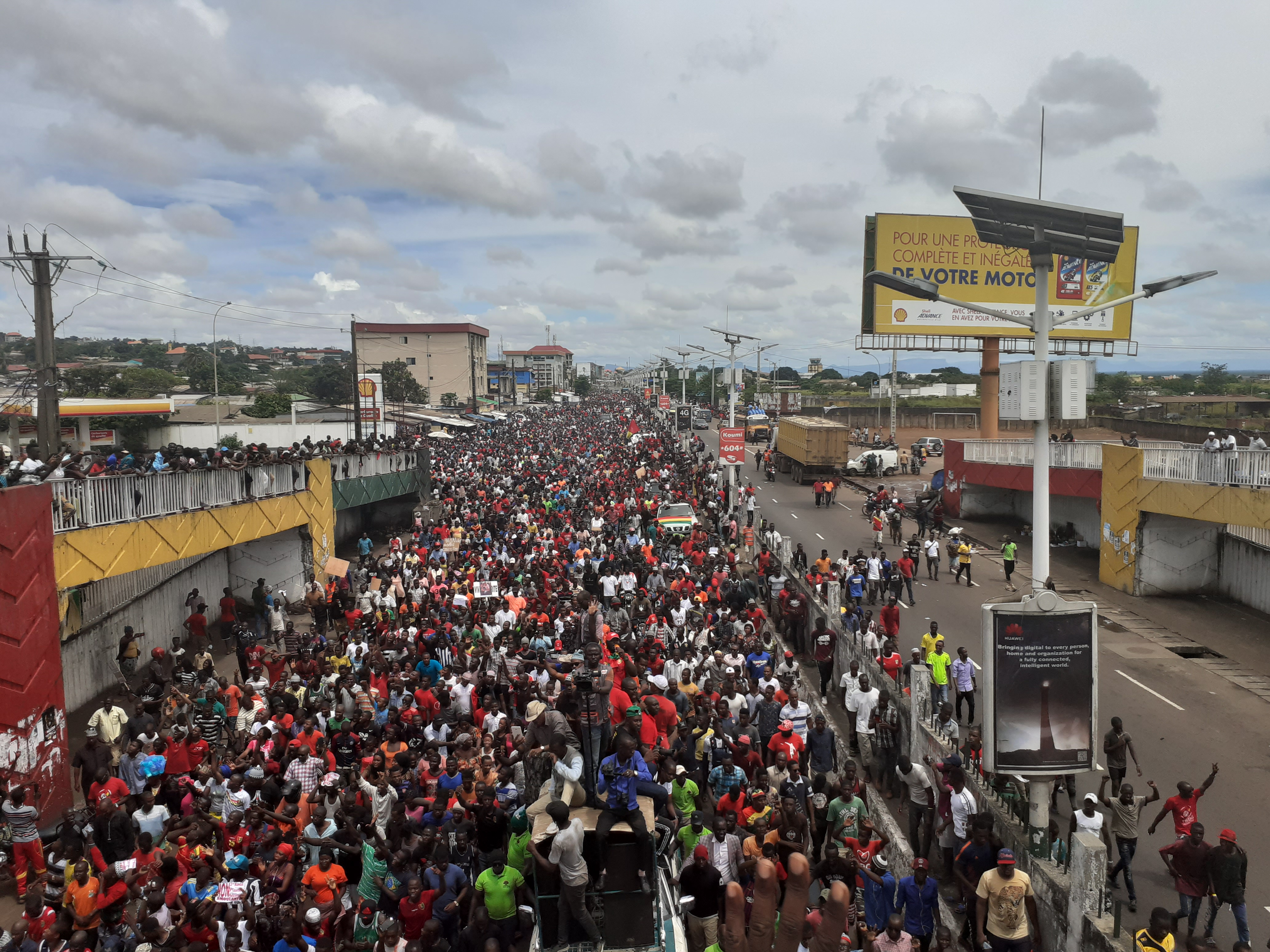
احتجاجات غينيا 2019-2020 ضد حكم ألفا كوندي

في 26 مارس 2013، تراجع حزب المعارضة عن المفاوضات مع الحكومة بشأن انتخابات 12 مايو القادمة. قالت المعارضة إن الحكومة لم تحترمهم، ولم تف بأي وعود وافقوا عليها.
في 25 مارس 2014، قالت منظمة الصحة العالمية إن وزارة الصحة الغينية قد أبلغت عن تفشي مرض فيروس الإيبولا في غينيا. كانت الاحتجاجات الغينية 2019-2020 عبارة عن سلسلة من الاحتجاجات الدموية والاضطرابات المدنية الجماهيرية في غينيا ضد حكم ألفا كوندي التي اندلعت لأول مرة في 14 أكتوبر 2019 ضد التغييرات الدستورية. قُتل أكثر من 800 في اشتباكات عنيفة.
بعد الانتخابات الرئاسية الغينية لعام 2020، طعنت المعارضة في انتخاب ألفا كوندي لولاية ثالثة، واتهمته بالتزوير. ادعى كوندي أن استفتاء دستوريًا من مارس 2020 سمح له بالترشح على الرغم من حد ولايتين.

### انقلاب 2021 في غينيا
في 5 سبتمبر 2021، سيطر المقدم مامادي دومبوي على التلفزيون الحكومي وأعلن أن حكومة الرئيس ألفا كوندي قد تم حلها وإغلاق حدود البلاد، وهو إعلان جاء بعد ساعات من إطلاق نار كثيف بالقرب من القصر الرئاسي. بحلول المساء، أعلن الانقلابيون سيطرتهم على كوناكري والقوات المسلحة للبلاد، ووفقًا لغيني ماتين، سيطر الجيش بالكامل على إدارة الدولة بحلول 6 سبتمبر وبدأ في استبدال الإدارة المدنية بنظيرتها العسكرية.

## السياسة
غينيا هي دولة ذات نظام رئاسي . يتم إنتخاب الرئيس مباشرة من قبل الشعب وهو رأس الدولة ورئيس الحكومة. الجمعية الوطنية ذات مجلس واحد هي الهيئة التشريعية للبلاد، ويتم إنتخاب أعضائها مباشرة من قبل الشعب. يرأس السلطة القضائية المحكمة العليا في غينيا، وهي أعلى محكمة إستئناف في البلاد.
غينيا عضو في العديد من المنظمات الدولية، بما في ذلك الاتحاد الأفريقي، ووكالة التعاون الثقافي والتقني، وبنك التنمية الأفريقي، والمجموعة الاقتصادية لدول غرب أفريقيا، والبنك الدولي للإنشاء والتعمير، والبنك الإسلامي للتنمية، وصندوق النقد الدولي، والأمم المتحدة.

### الجيش
تنقسم القوات المسلحة الغينية إلى خمسة أفرع -
- الجيش.
- القوات البحرية.
- القوات الجوية.
- الدرك الوطني شبه العسكري.
- الحرس الجمهوري.

يتبع رؤسائها رئيس هيئة الأركان المشتركة، التابع لوزير الدفاع. بالإضافة إلى ذلك، تشمل قوات الأمن التابعة للنظام قوة الشرطة الوطنية. يبلغ قوام قوات الدرك المسؤولة عن الأمن الداخلي عدة آلاف.
يعد الجيش، الذي يبلغ قوامه حوالي 15000 فرد، أكبر فرع من القوات المسلحة إلى حد بعيد، وهو مسؤول بشكل أساسي عن حماية حدود الدولة، وأمن الأراضي الخاضعة للإدارة، والدفاع عن المصالح الوطنية لغينيا.
يبلغ عدد أفراد القوات الجوية حوالي 700 فرد. وتشمل معداتها العديد من الطائرات المقاتلة ووسائل النقل التي زودتها روسيا.
تضم البحرية حوالي 900 فرد وتدير عدة زوارق دورية صغيرة وصنادل.

## التقسيم الإداري

أقاليم غينيا

تنقسم غينيا إلى 7 أقاليم إدارية كمستوى أول للإدارة الحكومة وفي المستوى الثاني تنقسم هذه الأقاليم إلى 33 محافظة وفي المستوى الثالث تنقسم المحافظات إلى 341 شعبية أو محافظة فرعية.
- تغطي غينيا البحرية 18% من البلاد.
- تغطي غينيا الوسطى 20% من البلاد.
- تغطي غينيا العليا 38% من مساحة البلاد.
- تغطي غابات غينيا 23% من مساحة البلاد، وهي غابات وجبلية.

تشمل المدن الرئيسية الأخرى في البلاد التي يزيد عدد سكانها عن 100000 نسمة كانكان، وكينديا، وابي، وغكيدو، وبوكي، ومامو، وكيسيدوغو.
تعتبر العاصمة كوناكري التي يبلغ عدد سكانها 1,667,864 منطقة خاصة.

## الجغرافيا

### الموقع
تقع على الساحل الغربي لأفريقيا، وتحدها من الجنوب جمهورية ليبيريا وسيراليون، ومن الشمال جمهورية السنغال وجزء من غينيا بيساو، ومن الشرق جمهورية مالي وساحل العاج، وتطل على المحيط الأطلسي من الغرب، وتتكون من أربع مناطق طبيعية : غينيا السفلى أو الساحلية، غينيا الوسطى، غينيا العليا وغينيا الغابية، ومساحتها 2000 كيلومتر مربع.

### الأرض

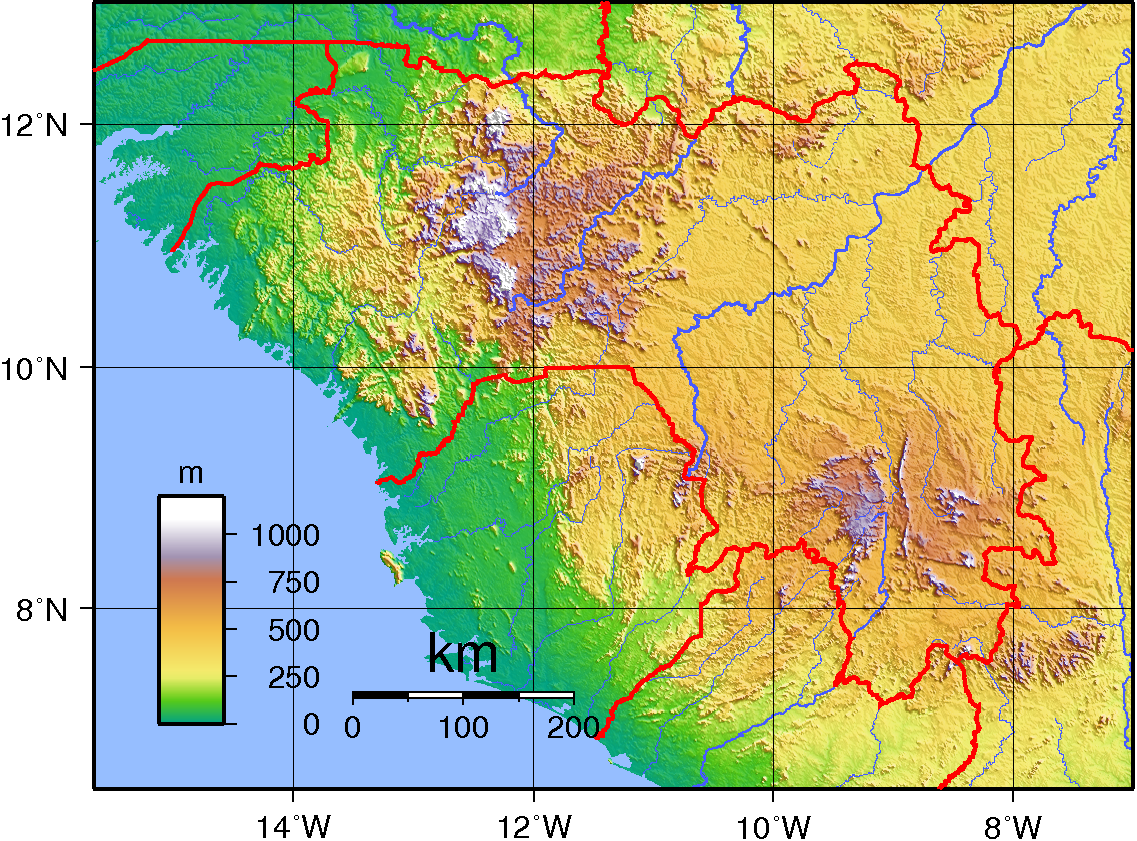
تضاريس غينيا

تنقسم البلاد إلى أربع مناطق جغرافية هي: المنطقة السفلى، منطقة جبال فوتا جالون، منطقة السافانا العليا، منطقة الغابات الاستوائية. وتتمثل التضاريس في سهل ساحلي منبسط وتلال ومناطق جبلية في الداخل. تغطي الغابات والأحراش حوالي نصف مساحة الأراضي بينما تمثل المروج والمراعي حوالي خمسها. من الأنهار التي تمر بأراضيها نهر بافنج.

### المناخ

خريطة تصنيف كوبن للمناخ في غينيا

مناخها بشكل عام استوائي غزير الأمطار صيفًا على السواحل والغابات، أما إذا نظرنا إليه في كل منطقة، فيمكن القول أنه استوائي في (غِينِيَا الساحلية) وشبه استوائي في (غِينِيَا الغابية)، وسوداني في (غِينِيَا العليا) وفوتاني في (غِينِيَا الوسطى).
يوجد في غينيا أربع مناطق مناخية:
- في الغرب على حافة الأطلسي، المناخ رطب جدا.
- في الوسط، المناخ أكثر اعتدالًا (موسمان متساويان، أمطار من مايو إلى نوفمبر)؛
- في الشمال الشرقي، المناخ استوائي جاف مع هطول أمطار منخفضة ودرجات حرارة عالية ما عدا من ديسمبر إلى فبراير عندما تهب الرياح (20 درجة مئوية مقابل 40 درجة مئوية)؛
- جنوب شرق غينيا منطقة شبه استوائية مع موسم مطير طويل (8 إلى 10 أشهر) ومتوسط درجات الحرارة من 24 درجة مئوية إلى 38 درجة مئوية.

| البيانات المناخية لـConakry (1961-1990) | البيانات المناخية لـConakry (1961-1990) | البيانات المناخية لـConakry (1961-1990) | البيانات المناخية لـConakry (1961-1990) | البيانات المناخية لـConakry (1961-1990) | البيانات المناخية لـConakry (1961-1990) | البيانات المناخية لـConakry (1961-1990) | البيانات المناخية لـConakry (1961-1990) | البيانات المناخية لـConakry (1961-1990) | البيانات المناخية لـConakry (1961-1990) | البيانات المناخية لـConakry (1961-1990) | البيانات المناخية لـConakry (1961-1990) | البيانات المناخية لـConakry (1961-1990) | البيانات المناخية لـConakry (1961-1990) |
| الشهر                                   | يناير                                   | فبراير                                  | مارس                                    | أبريل                                   | مايو                                    | يونيو                                   | يوليو                                   | أغسطس                                   | سبتمبر                                  | أكتوبر                                  | نوفمبر                                  | ديسمبر                                  | المعدل السنوي                           |
| --------------------------------------- | --------------------------------------- | --------------------------------------- | --------------------------------------- | --------------------------------------- | --------------------------------------- | --------------------------------------- | --------------------------------------- | --------------------------------------- | --------------------------------------- | --------------------------------------- | --------------------------------------- | --------------------------------------- | --------------------------------------- |
| متوسط درجة الحرارة الكبرى °م (°ف)       | 32.2 (90.0)                             | 33.1 (91.6)                             | 33.4 (92.1)                             | 33.6 (92.5)                             | 33.2 (91.8)                             | 31.8 (89.2)                             | 30.2 (86.4)                             | 29.9 (85.8)                             | 30.6 (87.1)                             | 30.9 (87.6)                             | 32.0 (89.6)                             | 32.2 (90.0)                             | 31.9 (89.4)                             |
| المتوسط اليومي °م (°ف)                  | 26.1 (79.0)                             | 26.5 (79.7)                             | 27.0 (80.6)                             | 27.4 (81.3)                             | 27.5 (81.5)                             | 26.5 (79.7)                             | 25.5 (77.9)                             | 25.2 (77.4)                             | 25.6 (78.1)                             | 26.3 (79.3)                             | 27.0 (80.6)                             | 26.6 (79.9)                             | 26.4 (79.5)                             |
| متوسط درجة الحرارة الصغرى °م (°ف)       | 19.0 (66.2)                             | 20.2 (68.4)                             | 21.2 (70.2)                             | 22.0 (71.6)                             | 20.7 (69.3)                             | 20.2 (68.4)                             | 20.4 (68.7)                             | 20.8 (69.4)                             | 20.7 (69.3)                             | 20.4 (68.7)                             | 21.0 (69.8)                             | 20.1 (68.2)                             | 20.6 (69.1)                             |
| معدل هطول الأمطار مم (إنش)              | 1 (0.0)                                 | 1 (0.0)                                 | 3 (0.1)                                 | 22 (0.9)                                | 137 (5.4)                               | 396 (15.6)                              | 1٬130 (44.5)                            | 1٬104 (43.5)                            | 617 (24.3)                              | 295 (11.6)                              | 70 (2.8)                                | 8 (0.3)                                 | 3٬784 (149.0)                           |
| متوسط الأيام الممطرة (≥ 1.0 mm)         | 0                                       | 0                                       | 0                                       | 2                                       | 9                                       | 18                                      | 27                                      | 27                                      | 22                                      | 17                                      | 6                                       | 1                                       | 129                                     |
| متوسط الرطوبة النسبية (%)               | 71                                      | 70                                      | 68                                      | 70                                      | 74                                      | 81                                      | 85                                      | 87                                      | 85                                      | 81                                      | 79                                      | 73                                      | 77                                      |
| ساعات سطوع الشمس الشهرية                | 223                                     | 224                                     | 251                                     | 222                                     | 208                                     | 153                                     | 109                                     | 87                                      | 135                                     | 189                                     | 207                                     | 214                                     | 2٬222                                   |
| المصدر: NOAA                            |                                         |                                         |                                         |                                         |                                         |                                         |                                         |                                         |                                         |                                         |                                         |                                         |                                         |

متوسط درجات الحرارة في كوناكري: الدنيا: 22 درجة مئوية، الحد الأقصى: 32 درجة مئوية؛ في إبي : الحد الأدنى: 13 درجة مئوية (يناير)، الحد الأقصى: 33 درجة مئوية (مارس)؛ في كانكان: الحد الأدنى: 15 درجة مئوية (يناير)، الحد الأقصى: 36 درجة مئوية (مارس).
الفصول لا تتوافق مع التغيرات في أوقات شروق الشمس وغروبها. يستمر النهار والليل حوالي 12 ساعة لكل منهما، مع شروق الشمس حوالي الساعة 6:45 صباحًا وتغيب حوالي الساعة 6:45 مساءً مع اختلاف بسيط على مدار العام. التوقيت المحلي هو UTC ± 09 المنطقة الزمنية.

## الاقتصاد

### الموارد الطبيعية
تمتلك غينيا موارد طبيعية وفيرة، بما في ذلك 25% أو أكثر من احتياطيات البوكسيت المعروفة في العالم. كما تمتلك غينيا الماس والذهب والمعادن الأخرى. الدولة لديها امكانيات عظيمة لإنتاج الكهرباء من الطاقة المائية. حاليا، البوكسيت والألومينا هي الصادرات الرئيسية الوحيدة. تشمل الصناعات الأخرى مصانع معالجة الجعة والعصائر والمشروبات الغازية والتبغ. توظف الزراعة 80% من القوة العاملة في البلاد. تحت الحكم الفرنسي، وفي بداية الاستقلال، كانت غينيا مصدرًا رئيسيًا للموز والأناناس والاسم المنسوب لأب والفول السوداني وزيت النخيل. تتمتع غينيا بإمكانيات كبيرة للنمو في قطاعي الزراعة وصيد الأسماك. توفر التربة والمياه والظروف المناخية فرصًا للزراعة المروية على نطاق واسع والصناعات الزراعية.

### البترول
في عام 2006، وقعت غينيا اتفاقية مشاركة في الإنتاج مع شركة هيبرديناميكس في هيوستن لاستكشاف منطقة بحرية كبيرة، وكانت مؤخرًا بالشراكة مع دانا للبترول في أبردين. كان من المقرر أن يبدأ حفر البئر الأولي سابو-1 في أكتوبر 2011، في موقع يبلغ ارتفاعه حوالي 700 متر من المياه. استهدفت سابو-1 خطًا منحنيًا رباعي الاتجاهات مع رمال طباشيرية عليا، وكان من المتوقع أن يتم حفره على عمق إجمالي يبلغ 3600 متر.
بعد الانتهاء من الحفر الاستكشافي في عام 2012، لم يتم اعتبار بئر سابو-1 مجديًا تجاريًا. في نوفمبر 2012، توصلت إس سي إس التابعة لشركة هيدروديناميكس إلى اتفاق لبيع 40% من الامتياز لشركة تيوللو أويل، مما رفع حصص الملكية في منطقة غينيا البحرية إلى 37% لصالح هيبرديناميكس، و 40% لصالح تيوللو أويل، و 23% دانا للبترول. سيكون أمام هيبرديناميكس حتى سبتمبر 2016، بموجب الاتفاقية الحالية، لبدء حفر موقعها المحدد التالي.

### الزراعة
يعمل غالبية الغينيين في قطاع الزراعة، الذي يوظف ما يقرب من 75% من سكان البلاد. يزرع الأرز في المناطق المغمورة بين الجداول والأنهار. ومع ذلك، فإن الإنتاج المحلي من الأرز لا يكفي لإطعام البلاد، لذلك يتم استيراد الأرز من آسيا. يزرع قطاع الزراعة في غينيا حبوب البن والأناناس والخوخ والنكتارين والمانجو والبرتقال والموز والبطاطس والطماطم والخيار والفلفل والعديد من أنواع المنتجات الأخرى. غينيا هي واحدة من المنتجين الإقليميين الناشئين للتفاح والكمثرى. هناك العديد من مزارع العنب والرمان، وشهدت السنوات الأخيرة تطور مزارع الفراولة، على أساس نظام الزراعة المائية الرأسي.

### السياحة
يستقبل البلد عددًا قليلاً جدًا من السياح الأجانب، على الرغم من التنوع الكبير وجمال المناظر الطبيعية، والموقف الودود للغينيين تجاه الأجانب، ومراكز الاهتمام المحتملة المتنوعة للغاية، سواء في الفن أو المنحوتة أو الموسيقى أو الرقص أو الثقافة التقليدية.

## Galerie

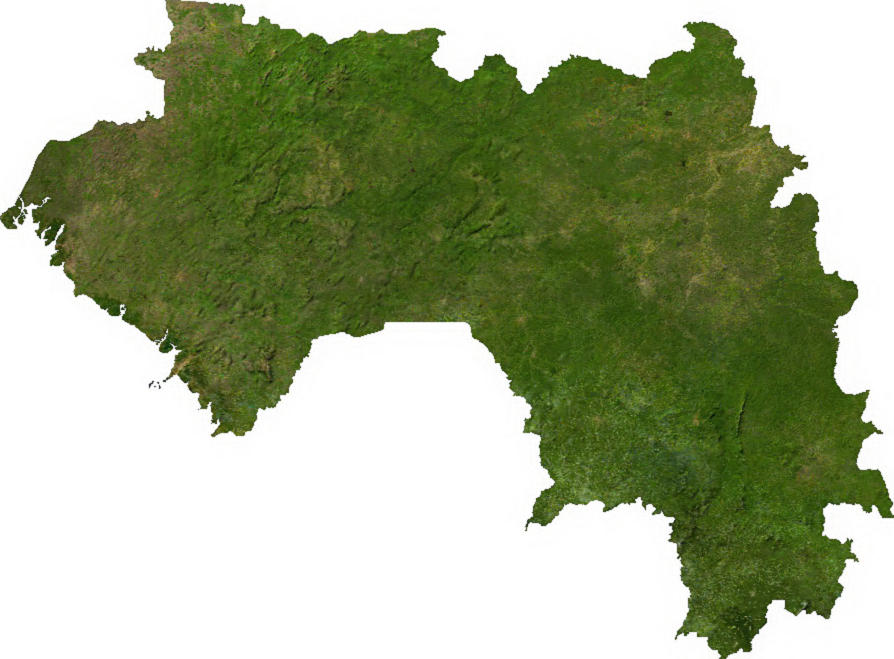
atlas Guinea
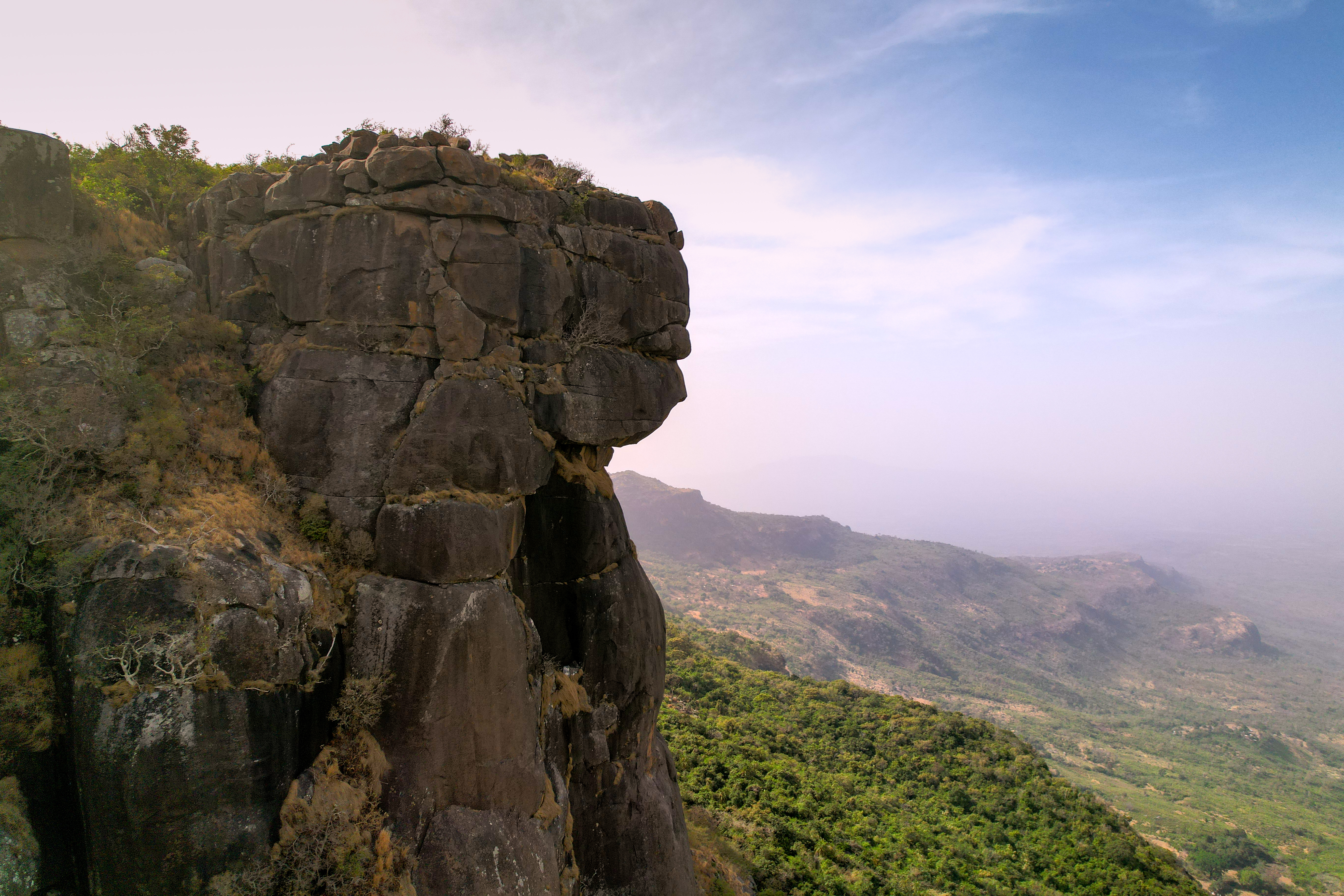
Dame de Mali
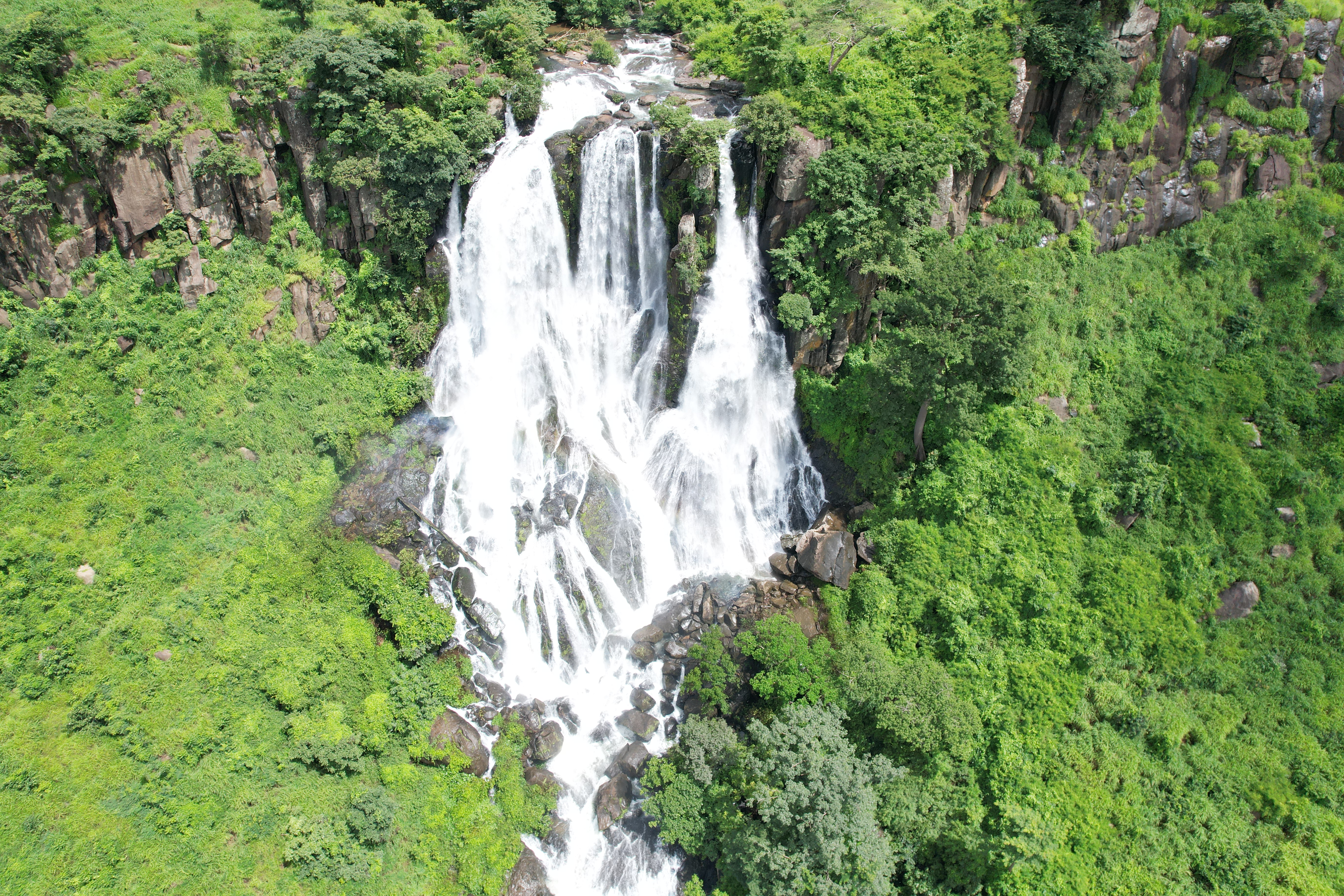
Chute de Tabouna à Kindia
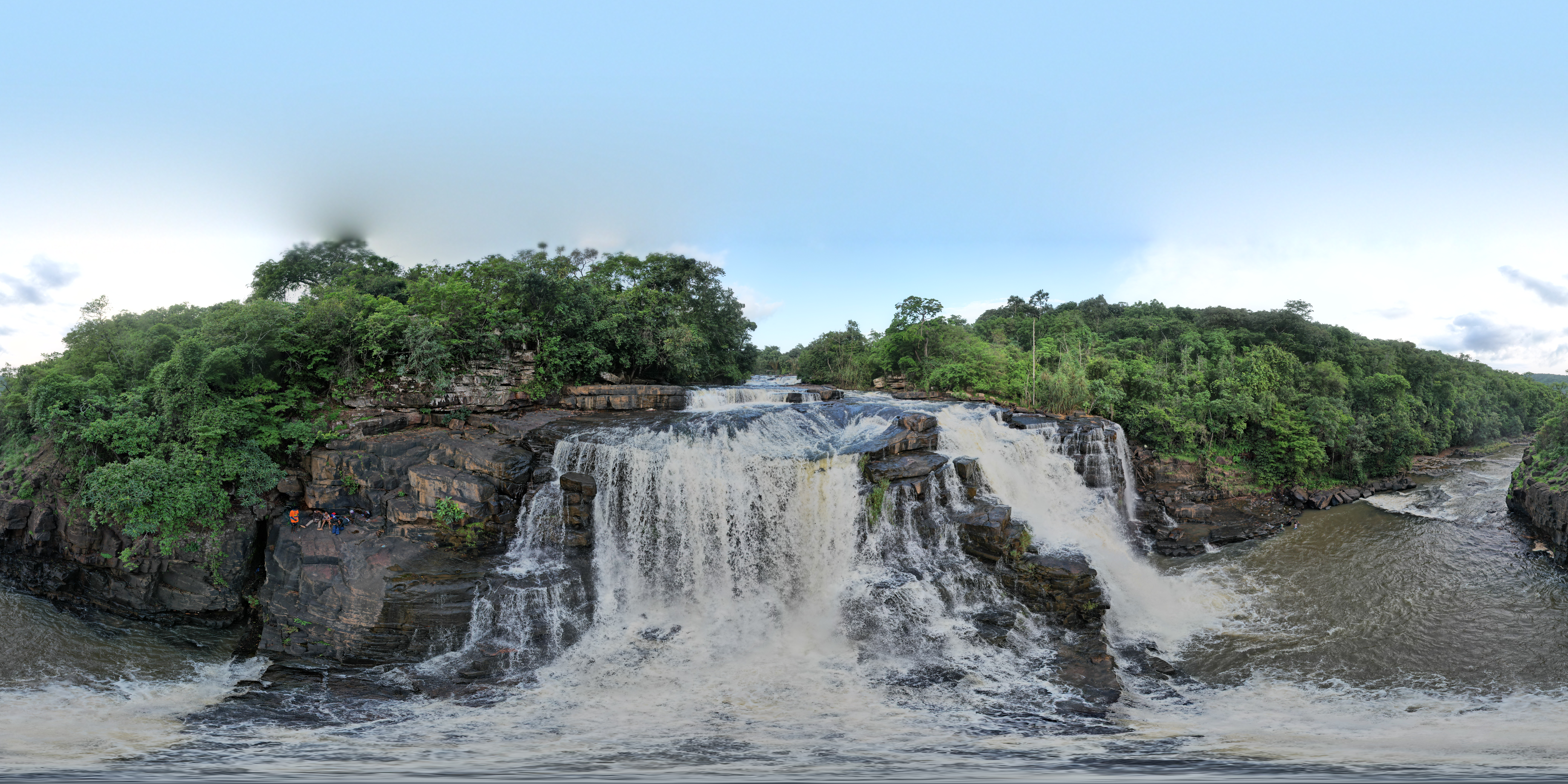
Chute de Saala Labé
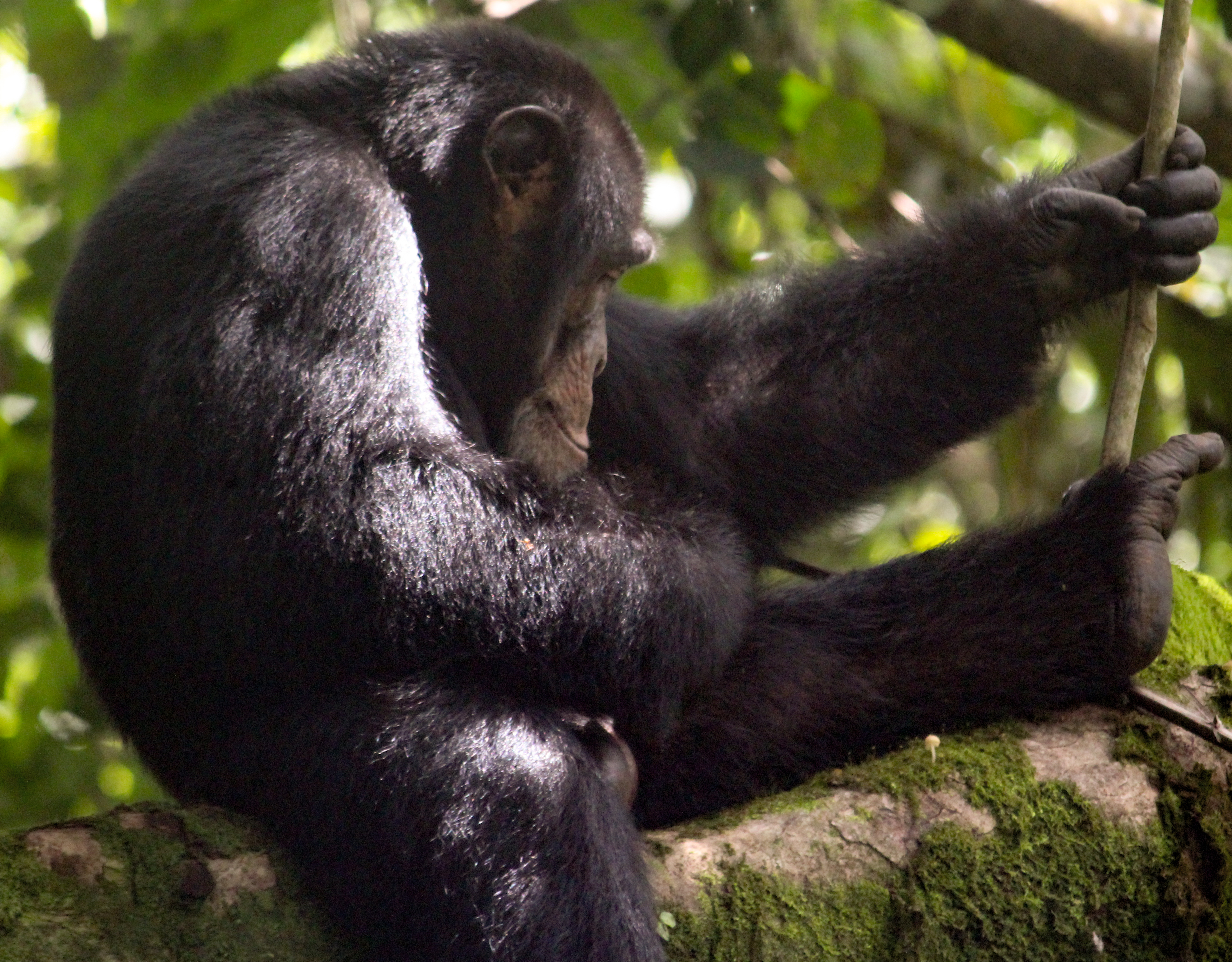
Chimpanzé de Bossou
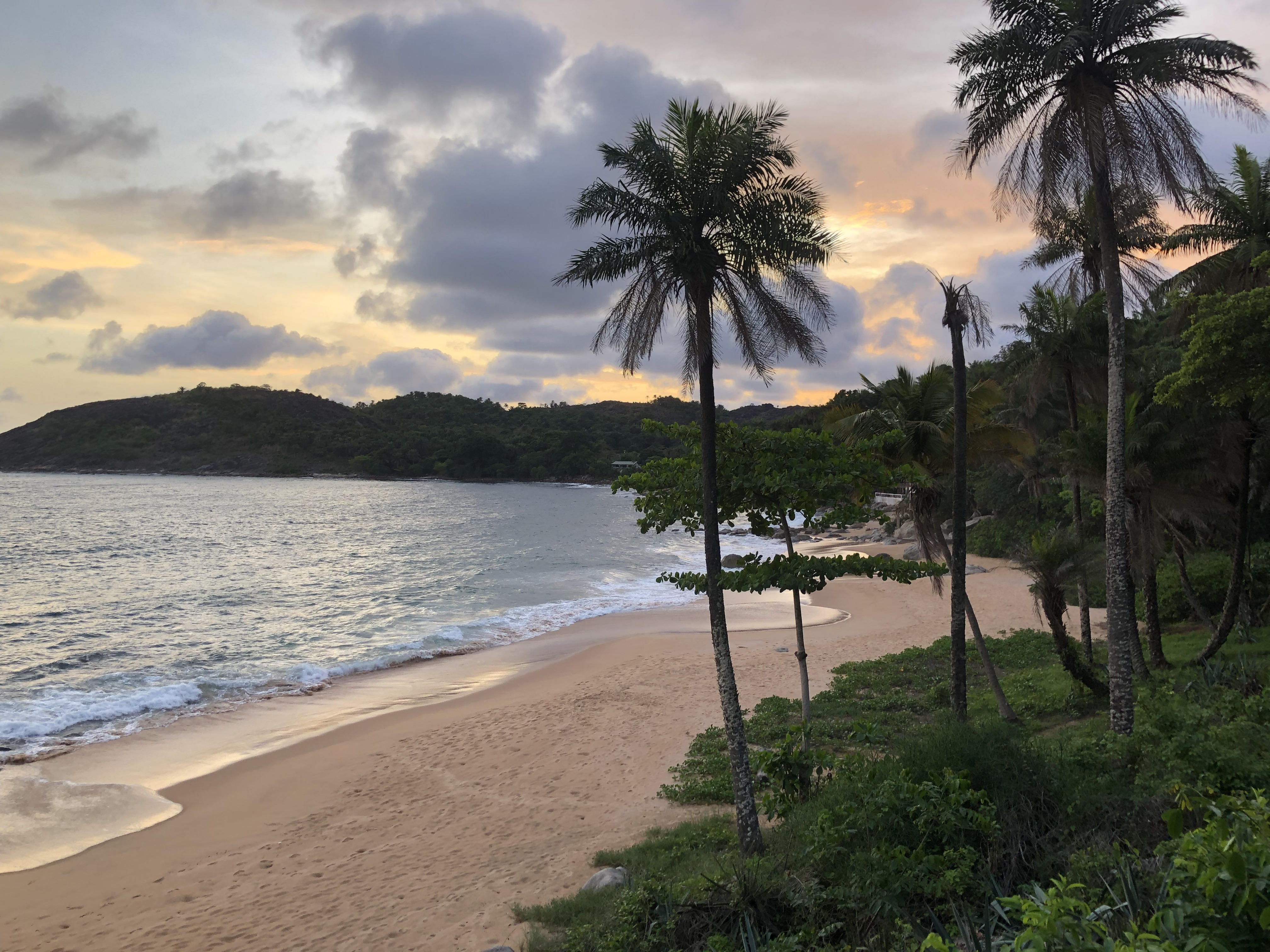
Plage sur les Ile de Loos

## النقل

### الطيران
مطار كوناكري الدولي هو أكبر مطار في البلاد، مع رحلات إلى مدن أخرى في إفريقيا وكذلك إلى أوروبا.
الخدمات الجوية المحلية متقطعة.
| اسم المطار          | الموقع       | رمز مطار منظمة الطيران المدني الدولي | رمز مطار اتحاد النقل الجوي الدولي |
| ------------------- | ------------ | ------------------------------------ | --------------------------------- |
| مطار غبنكو          | بانانكورو    | GUGO                                 |                                   |
| مطار بيلا           | بيلا         | GUBE                                 |                                   |
| مطار بوكي بارالاندي | بوكي         | GUOK                                 | BKJ                               |
| مطار كوناكري الدولي | كوناكري      | GUCY                                 | CKY                               |
| مطار فرانه          | فرانة        | GUFH                                 | FAA                               |
| مطار فريا           | فريا         | GUFA                                 | FIG                               |
| مطار كاواس          | ميناء كامسار | GUKR                                 |                                   |
| مطار كانكان         | كانكان       | GUXD                                 | KNN                               |
| مطار كيسيدوغو       | كيسيدوغو     | GUKU                                 | KSI                               |
| مطار سامبايلو       | كوندارا      | GUSB                                 | SBI                               |
| مطار تاتا           | ابي          | GULB                                 | LEK                               |
| مطار ماسينتا        | ماسنتا       | GUMA                                 | MCA                               |
| مطار نزريكوري       | نزريكوري     | GUNZ                                 | NZE                               |
| مطار سانغاريدي      | سانغاريدي    | GUSA                                 |                                   |
| مطار سيغيري         | سيغيري       | GUSI                                 | GII                               |

### السكك الحديدية
بنيت بين عامي 1904و1910، وربطت سكة حديدية بين كوناكري وكانكان عبر كوروسا لكنها توقفت عن العمل في عام 1995 وتم تفكيكها بالكامل بحلول عام 2007 مع سرقة القضبان أو بيعها للخردة. تم طرح خطط في وقت من الأوقات لإعادة تأهيل خط الركاب كجزء من خطة رئيسية لتطوير خام الحديد ولكن على الرغم من الإعلان عن بدء العمل في عام 2010، أدت تهم الفساد إلى إيقاف الخطة الرئيسية بأكملها مؤقتًا وكان الخط فقط أعيد بناؤه كخط سكة حديد معدني بطول 105 كم، موازٍ للطريق القديم حتى مناجم كاليا. هناك أيضًا سكة حديدية معدنية تديرها الدولة تربط مناجم البوكسيت في سانغاريدي بميناء كامسار (137 كم) وخط ضيق في الستينيات تديره شركة روسال الروسية المنتجة للألمنيوم إلى المناجم في فريا (143 كم).
كجزء من خطط إعادة تشغيل تعدين خام الحديد في بلوكات سيماندو1 و 2، تعهد اتحاد التطوير الجديد في عام 2019 بتمويل بناء خط سكة حديد قياسي جديد للخدمة الشاقة إلى ماتاكونغ على ساحل المحيط الأطلسي حيث سيستثمرون أيضًا 20 مليار دولار في تطوير ميناء ديب واتر. الطريق البالغ 650 كيلومترًا أطول بكثير من الطريق البديل الذي يتجه جنوبًا إلى ميناء بوكانان، ليبيريا، والذي تم اعتباره بديلاً في دراسة الجدوى في أكتوبر 2019. ومع ذلك، فإن طريق ماتاكونغ سيكون بالكامل داخل غينيا ويرتبط بممر تنمية زراعية للمواطنين على طول الطريق.

### الطرق
يبلغ عمر معظم المركبات في غينيا أكثر من 20 عامًا، وسيارات الأجرة هي أي مركبة بأربعة أبواب حددها المالك للتأجير. يعتمد السكان المحليون، تقريبًا بدون سيارات خاصة بهم، على سيارات الأجرة هذه (التي تتقاضى رسومًا لكل مقعد) والحافلات الصغيرة لنقلهم في جميع أنحاء المدينة وعبر البلاد. الطرق الرئيسية في غينيا هي كما يلي:
- N1 ويربط بين كوناكري وكويا وكنديا ومامو ودابولا وكوروسا وكانكان.
- N2 ويربط مامو وفرانة وكيسيدوغو وغكيدو وماسنتا ونزيريكوري ولولا.
- N4 ويربط بين فوريكاريا وفوريكاريا وفارموريا.
- N5 ويربط مامو ودالابا وبيتا وابي.
- N6 ويربط كيسيدوغو وكانكان وسيغيري.
- N20 ويربط كاسامار وكولابوي وبوكي.

العربات التي تجرها الخيول والحمير تستخدم لنقل مواد البناء في المقام الأول.

## السكان
يتألف سكان غينيا من عرقيات مختلفة ويشكل الفلانيين نسبة 40% من العدد السكان البالغ عددهم 13.026.502نسمة إحصائية 2018 ثم المالنكي 30% من العدد السكان ثم الصوصو 20% من عدد السكان، والباقي من عرقيات مختلفة.
ويبلغ النسبة النمو السكاني 2.5%. ومتوسط الأعمار 57 عاماً وبالنسبة للذكور 55 عاماً والإناث 58 عامًا.

### الدين
من سكان غينيا يوجد حوالي 85 بالمائة من المسلمين و 8 بالمائة مسيحيون، مع 7 بالمائة يعتنقون المعتقدات الدينية للسكان الأصليين. كما يقوم الكثير من السكان، من المسلمين والمسيحيين على حد سواء، بدمج معتقدات السكان الأصليين الأفريقية في نظرتهم.
الغالبية العظمى من مسلمي غينيا ينتمون إلى الإسلام السني، من المذهب المالكي، المتأثر بالصوفية. هناك أيضًا مجتمع شيعي في غينيا.
تشمل المجموعات المسيحية الروم الكاثوليك والأنجليكان والمعمدانيين والسبتيين والجماعات الإنجيلية. شهود يهوه نشطون في البلاد ومعترف بهم من قبل الحكومة. هناك مجتمع صغير من الديانة البهائية. هناك أعداد صغيرة من الهندوس والبوذيين والجماعات الدينية الصينية التقليدية بين مجتمع المغتربين.

كان هناك ثلاثة أيام من القتال العرقي والديني في مدينة نزيريكوري في يوليو 2013. القتال بين عرقية كيبيل، وهم مسيحيون أو وثنيون، وعرقية كونيانكي، وهم مسلمون وقريبون من مجموعة مالينكي العرقية الأكبر، خلف القتال 54 قتيلاً على الأقل. وكان من بين القتلى أشخاص قتلوا بالمناجل وأحرقوا أحياء. انتهى العنف بعد أن فرض الجيش الغيني حظر تجول، ووجه الرئيس كوندي نداءً متلفزاً بالهدوء.
| الأديان في غينيا             | الأديان في غينيا             | الأديان في غينيا | الأديان في غينيا | الأديان في غينيا |
| ---------------------------- | ---------------------------- | ---------------- | ---------------- | ---------------- |
| الدين                        | الدين                        |                  | النسبه المئويه   | النسبه المئويه   |
| الإسلام                      | الإسلام                      |                  | 85%              | 85%              |
| مسيحية                       | مسيحية                       |                  | 8%               | 8%               |
| الديانات الأفريقية التقليدية | الديانات الأفريقية التقليدية |                  | 7%               | 7%               |

### اللغات
اللغة الرسمية لغينيا هي الفرنسية. يتحدث اللغة الفولانية حوالي 33.9% من السكان في عام 2018 كلغة أولى أو لغتهم الأم. تليها لغة مندنكا التي كان يتحدث بها 29.4% من السكان في عام 2018 كلغة أولى. ثالث أكثر اللغات المحلية تحدثًا هي لغة السوسو، والتي تحدث بها 21.2% من السكان في عام 2018 كلغة أولى. تشمل اللغات الأخرى التي يتم التحدث بها في غينيا كيسي وكبيل ولغات أخرى، والتي كان يتحدث بها 16% من السكان في عام 2018 كلغاتهم الأصلية.

### الجماعات العرقية
يتألف سكان غينيا من حوالي 24 مجموعة عرقية. يشكل الشعب الماندينغي، المعروف أيضًا باسم ماندينغو أو مالينكي، 29.4% من السكان ويتواجد معظمهم في شرق غينيا ويتركزون حول محافظتي كانكان وكيسيدوغو.
يشكل شعب الفولاني، 33.4% من السكان ويوجد معظمهم في منطقة فوتاجلون.
يشكل شعب سوسو 21.2% من السكان، ويتواجدون في الغالب في المناطق الغربية حول العاصمة كوناكري، وفوريكاريا، وكنديا. تشكل المجموعات العرقية الأصغر نسبة 16% المتبقية من السكان، بما في ذلك كيبيل وكيسي وزيالو وتوما وغيرها. يعيش ما يقرب من 10000 من غير الأفارقة في غينيا، وأغلبهم لبنانيون وفرنسيون وأوروبيون آخرون.

### النشاط البشري
يبني اقتصاد غينيا على الزراعة كحرفة أساسية وأهم الغلات الكاكاو الاسم المنسوب لأب كحاصلات نقدية تسود زراعتها في البلاد، كما تنتشر زراعة نخيل الزيت.

## التعليم
يعد معدل محو الأمية في غينيا من أدنى المعدلات في العالم: في عام 2010، قدر أن 41% فقط من البالغين يعرفون القراءة والكتابة (52% من الذكور و 30% من الإناث). التعليم الابتدائي إلزامي لمدة 6 سنوات، لكن معظم الأطفال لا يذهبون إلى المدرسة لفترة طويلة، والكثير منهم لا يذهبون إلى المدرسة على الإطلاق. في عام 1999، كانت نسبة الالتحاق بالمدارس الابتدائية 40٪. يتم إبعاد الأطفال، وخاصة الفتيات، عن المدرسة لمساعدة والديهم في العمل المنزلي أو الزراعة، أو للزواج: يوجد في غينيا أحد أعلى معدلات زواج الأطفال في العالم.
احتلت غينيا المركز 128 من 132 في مؤشر الابتكار العالمي عام 2023.

## الصحة

### الأيبولا
في عام 2014، تفشى فيروس الإيبولا في غينيا. ردا على ذلك، حظرت وزارة الصحة بيع واستهلاك الخفافيش التي يعتقد أنها حاملة للمرض. على الرغم من هذا الإجراء، انتشر الفيروس في النهاية من المناطق الريفية إلى كوناكري، وبحلول أواخر يونيو 2014 انتشر إلى البلدان المجاورة - سيراليون وليبيريا. في أوائل أغسطس 2014، أغلقت غينيا حدودها مع سيراليون وليبيريا للمساعدة في احتواء انتشار الفيروس، حيث تم الإبلاغ عن المزيد من حالات المرض الجديدة في تلك البلدان أكثر من غينيا.
بدأ تفشي المرض في أوائل ديسمبر في قرية تسمى ميلياندو، جنوب شرق غينيا، بالقرب من الحدود مع كل من ليبيريا وسيراليون. وتتعلق الحالة الأولى المعروفة بطفل يبلغ من العمر عامين توفي، في 6 ديسمبر، إثر ارتفاع درجة الحرارة والقيء والبراز الأسود. وتوفيت والدة الطفل بعد أسبوع، ثم أخته وجدة، وجميعهم مصابون بأعراض شملت الحمى والقيء والإسهال. ثم، عن طريق زيارات تقديم الرعاية أو حضور الجنازات، انتشر المرض إلى قرى أخرى.
ظلت طرق الدفن غير الآمنة أحد المصادر الرئيسية لانتقال المرض. ذكرت منظمة الصحة العالمية أن عدم القدرة على التعامل مع المجتمعات المحلية أعاق قدرة العاملين الصحيين على تتبع أصول وسلالات الفيروس.

### رعاية الأم والطفل
بلغ معدل وفيات الأمهات لعام 2010 لكل 100,000 ولادة في غينيا 680. مقارنة مع 859.9 في عام 2008 و 964.7 في عام 1990. ومعدل وفيات الأطفال دون سن الخامسة، لكل 1000 مولود هو 146 ومعدل وفيات الأطفال حديثي الولادة كنسبة مئوية من وفيات الأطفال دون سن الخامسة هو 29. في غينيا، يبلغ عدد القابلات لكل 1000 مولود حي 1 وخطر وفاة النساء الحوامل هو 1 من كل 26. غينيا لديها ثاني أعلى معدل لانتشار تشويه الأعضاء التناسلية الأنثوية في العالم.

### الإيدز
يُقدر عدد المصابين بالإيدز في نهاية عام 2004 بنحو 170 ألف بالغ وطفل. تظهر مسوحات الترصد التي أجريت في عامي 2001 و 2002 معدلات أعلى للإصابة بفيروس نقص المناعة البشرية في المناطق الحضرية عنها في المناطق الريفية. كان الانتشار أعلى في كوناكري (5٪) وفي مدن منطقة فورست غينيا (7٪) المجاورة لكوت ديفوار وليبيريا وسيراليون.
ينتشر فيروس نقص المناعة البشرية في المقام الأول من خلال الاتصال الجنسي بين الجنسين. الرجال والنساء معرضون لخطر متساوٍ تقريبًا للإصابة بفيروس نقص المناعة البشرية، والشباب الذين تتراوح أعمارهم بين 15 و 24 عامًا هم الأكثر عرضة للإصابة. تظهر أرقام المراقبة من 2001 إلى 2002 معدلات عالية بين العاملين في تجارة الجنس (42٪)، والعسكريين النشطين (6.6٪)، وسائقي الشاحنات وسائقي سيارات الأجرة (7.3٪)، وعمال المناجم (4.7٪)، والبالغين المصابين بالسل (8.6٪).
هناك عدة عوامل تؤدي إلى تأجيج وباء فيروس نقص المناعة البشرية في غينيا. وهي تشمل الجنس غير المحمي، وتعدد الشركاء الجنسيين، والأمية، والفقر المستوطن، والحدود غير المستقرة، وهجرة اللاجئين، والافتقار إلى المسؤولية المدنية، وندرة الرعاية الطبية والخدمات العامة.

### سوء التغذية
سوء التغذية مشكلة خطيرة لغينيا. أفادت دراسة أجريت عام 2012 عن ارتفاع معدلات سوء التغذية المزمن، حيث تتراوح مستوياتها من 34% إلى 40% حسب المنطقة، فضلاً عن معدلات سوء التغذية الحاد التي تزيد عن 10% في مناطق التعدين في غينيا العليا. وأظهر المسح أن 139.200 طفل يعانون من سوء التغذية الحاد و 609.696 من سوء التغذية المزمن و 1.592.892 يعانون من فقر الدم. يفسر تدهور ممارسات الرعاية، ومحدودية الوصول إلى الخدمات الطبية، وممارسات النظافة غير الكافية ونقص التنوع الغذائي هذه المستويات.

### الملاريا
الملاريا منتشرة في غينيا. تنتقل على مدار العام، مع ذروة انتقال من يوليو حتى أكتوبر. الملاريا هي واحدة من أهم أسباب الإعاقة في غينيا.

### جائحة فيروس كورونا
تم الإبلاغ عن أول حالة إصابة بفيروس كورونا في غينيا في 13 مارس 2020. وبحلول نهاية عام 2020، بلغ العدد الإجمالي للحالات المؤكدة 13722 حالة. من بين هؤلاء، تعافى 13141، ونشط 500، وتوفي 81 شخصًا.

## وصلات خارجية
- اللغة الفولانية
- التعددية اللغوية في غينيا